# Кизилка (притока Сіви)
Кизи́лка (рос. Кызылка) — річка у Пермському краї (Великососновський район), Росія, права притока Сіви.
Річка починається за 4 км на північний схід від села Старий Лип. Течія спрямована спочатку на схід, потім на південний схід, і в кінці повертає знову на схід. Впадає до Сіви нижче села Полозово.
Русло нешироке, береги місцями заліснені, долина неширока. Приймає декілька дрібних приток. Збудовано автомобільний міст біля гирла.
Над річкою розташоване село Полозово.